# Gai Antoni el Jove
Gai Antoni (en llatí: Caius Antonius M. F. M. N) era fill de Marc Antoni Crètic i germà de Marc Antoni el triumvir.
Va ser llegat de Juli Cèsar l'any 49 aC, i pretor el 44 aC quan el seu germà gran era cònsol i el seu germà petit tribú del poble. El mateix any 44 aC va rebre la província de Macedònia, però el 43 aC va caure en mans de Brut i va estar presoner per un temps fins que va ser executat el 42 aC a instigació d'Hortensi que suposadament revenjava la mort de Ciceró.

## Primers anys
Originari de la gens plebea dels Antonii, era el segon fill de Marc Antoni Crètic i de Júlia, la filla del cònsol Luci Juli Cèsar, nascut després de Marc Antoni i abans que Luci Antoni.
El seu pare, un militar fracassat, va morir quan ell era jove. La mare es va tornar a casar poc temps després amb Publi Corneli Lèntul Sura un home dedicat a la seva carrera política. Igual que el seu germà Marc Antoni, va passar la seva infantesa mancat d'una figura paterna que l'orientés i va passar la seva joventut en l'ociositat, festes amb amics i ficat en escàndols de joc.
Va iniciar la seva vida d'adult assumint la responsabilitat de ser qüestor l'any 51 aC.

## Guerra Civil de Cèsar
Quan va esclatar la guerra civil entre Juli Cèsar i Pompeu, Gai va ser llegat de Cèsar (49 aC). El va encomanar al servei de Dolabel·la, a qui s'havia confiat la defensa Il·líria. Gai formava part de la recent creada legió XXIV, que anava juntament amb part de la legió XXVIII. En la ruta cap a Il·líria, van ser interceptats per la flota de Pompeu, comandada pel centurió Titus Pul·lo. Els homes van evadir l'enfrontament i van ser considerats traïdors. Però la flota de Dolabel·la va quedar destruïda i Gai Antoni va haver de refugiar-se a l'illa de Curicta. Llavors es va veure obligat a unir-se a Pompeu, igual que tots els legionaris de Cèsar que s'havien refugiat a l'illa. Cèsar havia perdut el control de la mar Adriàtica per no haver pogut transportar suficients tropes a Epir, ja que Calpurni Bíbul havia destruït la flota que els transportava. El germà de Gai, Marc Antoini, va anar en suport de Cèsar i amb el seu suport van derrotar Pompeu a la batalla de Farsàlia i Gai va ser alliberat. Potser, per això l'historiador Cassi Dió diu que li van posar l'agnomen de Pietas.

## Carrera política
De tornada a Roma va ser pretor de facto l'any 44 aC, Dècim Juni Brut li havia demanat què el substituís mentre ell marxava a la província gal·la que li havien encomanat. Poc després el seu germà va obtenir el càrrec de cònsol de la república, mentre que ell es presentava a les eleccions a tribú de la plebs. Marc Antoni va haver de marxar cap a la Gàl·lia per enfrontar-se amb Dècim Juni Brut, que s'havia revelat i va deixant Roma en mans dels seus germans Gai i Luci. Gai va presidir la celebració dels Jocs d'Apol·lo a començaments de juliol. Octavi va tornar a Roma i va reunir el senat fent que declaressin a Marc Antoni enemic del poble, mentre aquest encara estava fora, doncs volia disputar-li l'herència del difunt Juli Cèsar.
Gai va ser nomenat governador de la província de Macedònia, però no s'hi va poder traslladar immediatament a causa del mal ambient a Roma. A Grècia es va haver d'enfrontar a Marc Juni Brut, que s'havia fet fort en aquella zona. Ajudat per Marc Tul·li Ciceró el jove, fill de l'orador, Brut va vèncer a Gai Antoni i el va fer presoner. A Roma, el senador Ciceró va persuadir al senat de confiar a Brut el govern de la península grega.

## Mort
Gai Antoni va restar captiu a Macedònia fins al dia de la seva mort. Va ser executat la primavera de l'any 42 aC a mans del fill d'Hortensi, per ordre de Marc Juni Brut, en represàlia per la morts de Dècim Juni Brut a la batalla de Mòdena i de la proscripció de Ciceró ordenada per Marc Antoni.*